# فرناندو گنزالز
فرناندو گنزالز (انگلیسی: Fernando Gonzalez؛ زادهٔ ۱۵ سپتامبر ۱۹۸۳) مبارز هنرهای رزمی ترکیبی اهل ایالات متحده آمریکا است.
او در حال حاضر در لیگ ای‌سی‌ای
رقابت می‌کند.